# Batwoman : Élégie
Batwoman : Élégie (titre original : Batwoman: Elegy) est un album de bande dessinée de  DC Comics. Il regroupe l'arc narratif qui a été édité pour la première fois dans les pages du titre emblématique Detective Comics, les numéros 854 à 860, entre 2009 et 2010. Il a été écrit par Greg Rucka, avec les illustrations de J. H. Williams III et les couleurs de Dave Stewart.
L'histoire est notable pour présenter l'incarnation moderne du personnage de Batwoman, en remplacement du héros principal de la série Detective Comics, Batman, à la suite de la mort apparente de celui-ci lors des événements de la série Final Crisis. Bien que le titre ait été planifié bien avant la première apparition du personnage dans la série 52, différents contretemps et événements de DC ont retardé le titre jusqu'à la disparition de Bruce Wayne de l'Univers DC. Jugeant le moment opportun, l'histoire a été placée comme récit principal dans Detective.

## Historique de la publication
Selon l'écrivain de la série Greg Rucka, DC Comics avait l'intention de faire une série Batwoman avant de sortir la série 52 qui dura une année complète. Après la sortie d'un article très médiatisé du New York Times sur le personnage, l'attention du public poussa DC à exploiter le personnage dès que possible dans 52.
A la conclusion de 52, DC a fait clairement savoir que le personnage devrait apparaître dans son propre livre à un certain point. Rucka fini par reprendre l'écriture, après avoir écrit sur Batwoman dans 52. Lors des événements de One Year Later, l'éditeur des titres Batman, Peter Tomasi, a dit que l'artiste J. H. Williams III et Greg Rucka seraient la meilleure équipe pour travailler sur le titre. Après que Tomasi ai quitté son poste en tant que rédacteur, Williams et Rucka ont commencé à sérieusement discuter de l'orientation de l'histoire. Rucka a déclaré « qu'il avait réalisé beaucoup de travail en amont, rédigeant une bible de concepts et des choses comme ça. Jim Williams s’asseyait et regardait les dessins qui avait déjà été réalisés avant l'apparition du personnage, a évoqué quelques idées de designs et des inquiétudes sur l'esthétique, et l'a ensuite redessiné. À ce point, j'étais à l'écriture du script ».
Le titre fut annoncé en février 2008, bien que des conflits de production ont continué à surgir. Rucka décrit le titre comme le « pire secret à garder dans la bande dessinée pendant près de deux ans ». Le rédacteur en chef du DCU, Dan DiDio est resté inflexible sur le fait que le titre devait être publié. Rucka a dit sur l'implication de DiDio : « Il a positivement soutenu cette chose depuis le début, et le nombre de coups qu'il a pris pour cela, nous en avons perdu le compte ». Lorsque l'histoire de Battle for the Cowl a été publiée, la rédaction de DC pensa que le climat des histoires sans Bruce Wayne était le lieu le plus logique pour le sortir. Rucka décrit : « Avec Bruce partit, c'était le moment, et la suggestion fut de le placer dans Detective Comics. Et il y avait un précédent, alors nous avons pensé que c'était bon, nous allons le faire ».

## Synopsis
Batwoman combat une folle connu seulement sous le nom d'Alice qui s'inspire d'Alice au pays des Merveilles. Celle-ci voit sa vie comme un conte de fée et tous ceux autour d'elle comme sacrifiables. Batwoman doit empêcher Alice de libérer un nuage toxique mortel au-dessus de l'ensemble de Gotham City — mais Alice a plus d'un poison dans sa manche, et la vie de Batwoman ne sera plus jamais la même.

## Réception
La série, notamment les dessins de J. Williams III, a reçu des éloges de la part des critiques. Dan Phillips d'IGN Comics nota dans une critique du premier numéro, « Toute discussion sur Détective Comics n°854 devrait commencer avec l'art de Williams. Le travail de Williams est absolument étonnant et le numéro est rempli de séquences impressionnantes sur des doubles pages qui vous tentent de désassembler soigneusement le livre pour les accrocher sur votre mur. Williams est un vrai visionnaire quand il s'agit de la conception d'une page, et ce livre comprend sans doute son travail de conception le plus impressionnant ».
Jean Bierly du populaire site web Batman-On-Film.com, fait l'éloge de l'histoire de Greg Rucka en disant : « Rucka assure, et il apporte son grand jeu ici. Je n'ai jamais lu une seule bande dessinée mettant en vedette Batwoman, et bien que je vais faire des recherches APRÈS avoir écrit ce commentaire, j'ai envie de venir à froid dans ce récit autant que possible et de présenter le point de vue de quelqu'un qui est nouveau dans le personnage. Je l'aime. Beaucoup ».
Les louanges pour les illustrations de Williams sur cette série ont été traduites par la candidature de l'artiste pour un Prix Eisner dans les catégories « Meilleur Dessinateur/Encreur » et « Meilleur Artiste de Couverture ».

## Récompense
En 2010, la série Detective Comics reçoit le prix du GLAAD Media Award for Outstanding Comic Book pour son arc narratif Batwoman : Élégie,.

## Publications

### Éditions américaines
Une édition de luxe du roman graphique avec couverture cartonnée a été publiée en juin 2010 et recueille Détective Comics n°854 à 860  (ISBN 1-4012-2692-2). L'édition est présentée par une introduction de Rachel Maddow, une journaliste et présentatrice de la chaîne de télévision MSNBC et une fan de Rucka. 

### Éditions françaises
En 2011, Panini Comics propose la première édition du récit dans sa collection DC Icons  (ISBN 978-2-8094-1913-9).
En 2012, Urban Comics propose une nouvelle édition. C'est le tome 0 de la série Batwoman de la collection DC Renaissance  (ISBN 978-2-3657-7060-6). Cette édition propose Detective Comics no 854 à 863 et reprend la préface de Rachel Maddow.

## Adaptation
La première saison de la série Batwoman est basé sur le récit Batwoman : Élégie.